# 기후현
기후현(일본어: 岐阜県)은 일본 혼슈 중앙부의 주부 지방에 있는 내륙현이다. 현청 소재지는 기후시(岐阜市)이다. 일본의 중앙부에 위치해 있어 오랫동안 간사이와 간토를 연결하는 교차로로서 중요한 역할을 해왔다. 센고쿠 시대에 많은 사람들은 일본을 지배하려면 기후를 지배해야 한다고 여겼다.

## 역사
현대의 기후현을 이루는 지역은 4세기 중반에 야마토 정권의 일부가 되었다. 혼슈의 중앙에 위치해 40대 덴무 천황이 즉위하게 만든 672년의 진신의 난을 포함해 일본 역사에서 많은 결정적인 전투가 벌어진 곳이다.
오늘날의 기후현 지역은 과거 율령국인 히다국, 미노국과 에치젠국, 시나노국의 일부로 이루어져 있었다. 현의 이름은 현청 소재지인 기후시에서 유래한 것으로 도시의 이름은 1567년에 일본을 통일하기 위해 전쟁 중이었던 오다 노부나가가 지은 것이다. 기후(岐阜)의 첫 번째 문자는 중국 고대의 산인 기산(岐山)에서, 두 번째 문자는 공자의 탄생지인 곡부(曲阜)에서 따 온 것이다. 노부나가 이들 문자를 선택한 이유는 일본을 통일하고 넓은 마음으로 세상을 보기를 원했기 때문이다.
역사적으로 기후현은 일본의 검 제조의 중심지 역할을 했고 세키의 검은 일본 최고의 검으로 여겨졌다. 최근에 기후시를 중심으로 패션 산업이, 가카미가하라시를 중심으로 우주항공산업이 발달하고 있다.

## 지리
일본의 몇 안되는 육지로 둘러싸인 현으로 아이치현, 후쿠이현, 이시카와현, 미에현, 나가노현, 시가현, 도야마현의 7개 현과 접한다. 일본의 우편번호는 세자리 숫자로 001부터 999까지 있다. 기후현은 500번 대에 해당하고 일본의 중앙에 위치함을 보여준다.

### 지형
북쪽의 히다 지역은 일본 알프스의 일부를 포함해 높은 산들이 주를 이룬다. 남쪽의 미노 지역은 대부분이 비옥한 노비평야에 속하는 경작에 알맞은 토양이다. 현의 대부분의 인구는 정령지정도시인 나고야시 주변의 남부에 살고 있다.
산지인 히다 지역은 "북쪽 알프스"라 불리는 히다산맥과 "중앙 알프스"라 불리는 기소산맥을 포함한다. 로하쿠 산지 또한 히다 지역에 위치하고 있으며 다른 산맥으로는 이부키 산지와 요로 산지가 있다. 미노 지역의 대부분은 이비강, 기소강, 나가라강 등 기소 삼강의 충적 평야로 이루어져 있다. 세 강의 수원은 나가노현에 위치하고 아이치현, 미에현으로 흘러들어 이세만으로 빠진다. 현의 다른 주요 강으로는 진즈강, 다카하라강, 쇼가와강, 쇼나이강, 야하기강, 이토시로강이 있다. 산지가 많은 지형으로 인해 나가노현과 함께 일본에서 인기 있는 관광지로 꼽혔으며 나고야 근교의 대학생들이 기후현으로 MT를 가는 것을 선호하는 경향이 있다.(다른 경우는 나가노현)

### 기후
미노 지역의 대부분은 낮은 산으로 둘러싸여 있어 연교차가 심해 여름은 덥고 겨울은 춥다. 예를 들어 동쪽의 다지미시는 종종 일본 내에서 최고 기온을 기록한다. 2007년 8월 16일에 이곳은 일본 역사상 가장 높은 40.9°C를 기록한 바 있다. 여름은 내륙에 위치해 있어서 열섬 현상 때문에 덥고 긴키 지방으로부터 이부키 산맥을 넘어오는 건조한 바람에 의해 푄 현상이 발생할 때 기온이 상승해 더욱 더워진다. 히다 지역은 미노 지역에 비해 고도가 높아서 대체적으로 더 춥고 혼슈 지역의 사람이 거주하는 곳 중에서는 가장 추운 곳으로 여겨진다.
| 기후시의 기후                                                | 기후시의 기후 | 기후시의 기후 | 기후시의 기후 | 기후시의 기후 | 기후시의 기후 | 기후시의 기후 | 기후시의 기후 | 기후시의 기후 | 기후시의 기후 | 기후시의 기후 | 기후시의 기후 | 기후시의 기후 | 기후시의 기후   |
| 월                                                           | 1월           | 2월           | 3월           | 4월           | 5월           | 6월           | 7월           | 8월           | 9월           | 10월          | 11월          | 12월          | 연간            |
| ------------------------------------------------------------ | ------------- | ------------- | ------------- | ------------- | ------------- | ------------- | ------------- | ------------- | ------------- | ------------- | ------------- | ------------- | --------------- |
| 역대 최고 기온 °C (°F)                                       | 20.4 (68.7)   | 22.2 (72.0)   | 25.8 (78.4)   | 30.8 (87.4)   | 33.7 (92.7)   | 38.2 (100.8)  | 39.6 (103.3)  | 39.8 (103.6)  | 37.7 (99.9)   | 32.4 (90.3)   | 26.7 (80.1)   | 22.1 (71.8)   | 39.8 (103.6)    |
| 일평균 최고 기온 °C (°F)                                     | 9.1 (48.4)    | 10.3 (50.5)   | 14.2 (57.6)   | 20.0 (68.0)   | 24.7 (76.5)   | 27.8 (82.0)   | 31.6 (88.9)   | 33.4 (92.1)   | 29.2 (84.6)   | 23.6 (74.5)   | 17.5 (63.5)   | 11.6 (52.9)   | 21.1 (70.0)     |
| 일일 평균 기온 °C (°F)                                       | 4.6 (40.3)    | 5.4 (41.7)    | 9.0 (48.2)    | 14.5 (58.1)   | 19.4 (66.9)   | 23.2 (73.8)   | 27.0 (80.6)   | 28.3 (82.9)   | 24.5 (76.1)   | 18.7 (65.7)   | 12.5 (54.5)   | 7.0 (44.6)    | 16.2 (61.2)     |
| 일평균 최저 기온 °C (°F)                                     | 0.7 (33.3)    | 1.2 (34.2)    | 4.2 (39.6)    | 9.4 (48.9)    | 14.6 (58.3)   | 19.3 (66.7)   | 23.5 (74.3)   | 24.6 (76.3)   | 20.8 (69.4)   | 14.5 (58.1)   | 8.1 (46.6)    | 3.0 (37.4)    | 12.0 (53.6)     |
| 역대 최저 기온 °C (°F)                                       | −14.3 (6.3)   | −13.7 (7.3)   | −6.7 (19.9)   | −2.8 (27.0)   | 1.7 (35.1)    | 6.8 (44.2)    | 12.8 (55.0)   | 14.0 (57.2)   | 8.3 (46.9)    | 0.8 (33.4)    | −2.4 (27.7)   | −8.7 (16.3)   | −14.3 (6.3)     |
| 평균 강수량 mm (인치)                                        | 65.9 (2.59)   | 77.5 (3.05)   | 132.4 (5.21)  | 162.4 (6.39)  | 192.6 (7.58)  | 223.7 (8.81)  | 270.9 (10.67) | 169.5 (6.67)  | 242.7 (9.56)  | 161.6 (6.36)  | 87.1 (3.43)   | 74.5 (2.93)   | 1,860.7 (73.26) |
| 평균 강설량 cm (인치)                                        | 14 (5.5)      | 10 (3.9)      | 1 (0.4)       | 0 (0)         | 0 (0)         | 0 (0)         | 0 (0)         | 0 (0)         | 0 (0)         | 0 (0)         | 0 (0)         | 9 (3.5)       | 34 (13)         |
| 평균 강수일수 (≥ 0.5 mm)                                     | 9.0           | 9.3           | 10.4          | 10.5          | 10.9          | 12.6          | 13.8          | 10.7          | 12.5          | 9.6           | 7.8           | 10.1          | 127.2           |
| 평균 강설일수                                                | 12.3          | 9.5           | 4.5           | 0.2           | 0.0           | 0.0           | 0.0           | 0.0           | 0.0           | 0.0           | 0.0           | 7.1           | 33.4            |
| 평균 상대 습도 (%)                                           | 66            | 62            | 58            | 59            | 63            | 70            | 73            | 69            | 70            | 67            | 67            | 68            | 66              |
| 평균 월간 일조시간                                           | 161.3         | 165.7         | 196.2         | 200.0         | 205.4         | 160.1         | 166.5         | 202.4         | 163.7         | 172.8         | 158.8         | 155.6         | 2,108.6         |
| 출처: 일본 기상청 (평년값: 1991년~2020년, 극값: 1883년~현재) |               |               |               |               |               |               |               |               |               |               |               |               |                 |

## 지역

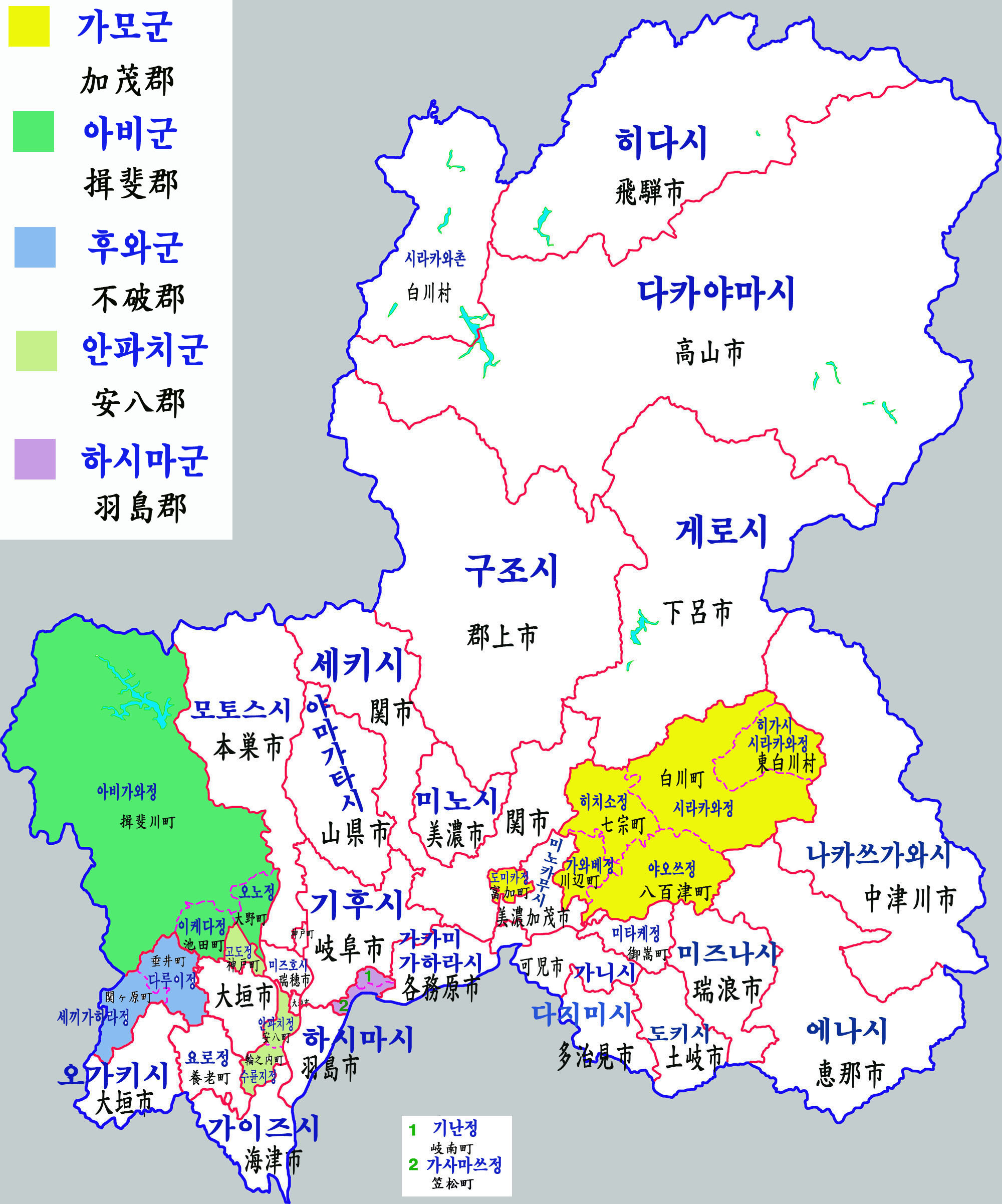
기후현의 지도

현내를 5개 지역으로 나누고 각 지역에 지역 진흥국을 두고 있다. 현청 소재지인 기후시 주변은 '기후 지역', 남은 지역은 과거 율령국을 기준으로 한 지역 구분을 사용한다. 미노국(美濃國)이었던 지역에서는 ‘濃’(노)자에 방위를 붙인 ‘세이노(西濃) 지역’, ‘주노(中濃) 지역’, ‘도노(東濃) 지역’으로 나누고, 히다국(飛騨國)이었던 지역은 ‘히다 지역’이라고 한다.
| - 기후시(岐阜市) - 현청 소재지 - 하시마시(羽島市) - 가카미가하라시(各務原市) - 야마가타시(山県市) - 미즈호시(瑞穂市) - 모토스시(本巣市) - 하시마군(羽島郡) - 가사마쓰정(笠松町) - 기난정(岐南町) - 모토스군(本巣郡) - 기타가타정(北方町) - 오가키시(大垣市) - 가이즈시(海津市) - 요로군(養老郡) - 요로정(養老町) - 후와군(不破郡) - 세키가하라정(関ヶ原町) - 다루이정(垂井町) - 안파치군(安八郡) - 안파치정(安八町) - 고도정(神戸町) - 와노우치정(輪之内町) - 이비군(揖斐郡) - 이케다정(池田町) - 이비가와정(揖斐川町) - 오노정(大野町) | - 세키시(関市) - 미노시(美濃市) - 미노카모시(美濃加茂市) - 가니시(可児市) - 구조시(郡上市) - 가모군(加茂郡) - 가와베정(川辺町) - 사카호기정(坂祝町) - 시라카와정(白川町) - 도미카정(富加町) - 히치소정(七宗町) - 야오쓰정(八百津町) - 히가시시라카와촌(東白川村) - 가니군(可児郡) - 미타케정(御嵩町) - 다지미시(多治見市) - 나카쓰가와시(中津川市) - 미즈나미시(瑞浪市) - 에나시(恵那市) - 도키시(土岐市) - 다카야마시(高山市) - 히다시(飛騨市) - 게로시(下呂市) - 오노군(大野郡) - 시라카와촌(白川村) |

## 경제
기후현의 전통적인 산업은 제지업과 농업이지만 경제의 주력은 나고야 지역에서 확장된 공업 지대의 우주항공산업과 자동차 산업이다. 정밀 기계, 주형 제작, 플라스틱 제조와 같은 소형 부품 제조 또한 이루어진다.

## 인구
|                                            | |
| 기후현의 전국의 연령별 인구 분포（2005년） | 기후현의 연령·남녀별 인구 분포（2005년）                                                                                  |
| ■자주색 ― 기후현 ■녹색 ― 일본전국          | ■파랑색 ― 남자 ■빨간색 ― 여자                                                                                             |
| · 기후현의 인구추이                        | |
| 일본 총무성 통계국 국세조사 결과           | |
|                                            | 이 그래프는 더 이상 지원되지 않는 레거시 그래프 확장 기능을 사용하고 있습니다. 새로운 차트 확장 기능으로 변환해야 합니다. |

2007년 9월 1일에 현의 인구는 2,101,969명이었고 약 180만 명이 도시에, 나머지는 기타 정촌에 살고 있었다. 남성과 여성의 비율은 각각 48.4%, 51.6%였다. 인구의 14.4%가 14세 이하, 22.1%가 65세 이상이었다.

## 교육
- 기후 대학

## 교통

### 철도
- 도카이 여객철도: 도카이도 신칸센, 도카이도 본선, 주오 본선, 다카야마 본선, 다이타선
- 나고야 철도: 나고야 본선, 가카미가하라선, 이누야마선, 하시마선, 히로미선, 다케하나선
- 요로 철도: 요로선
- 나가라가와 철도: 에쓰미난선
- 다루미 철도: 다루미선
- 아케치 철도: 아케치선

### 도로
- 메이신 고속도로
- 주오 자동차도
- 도카이호쿠리쿠 자동차도
- 도카이 환상 자동차도
- 주부 종관 자동차도

## 기후 현이 무대가 되는 작품

### 문학

#### 아동 문학
- 루돌프와 많이 있어(원작은 아동 문학, 영화 등으로도 만들어짐) - 기후시

### 영화
- 너의 이름은. - 이토모리마을(糸守町) : 히다시, 미노카모시의 주변에 있다고 생각되는 가공의 지명.

### 텔레비전 드라마
- <절반, 푸르다>

### 만화
- 목소리의 형태(만화 원작) - 오가키시가 배경의 모델이 되었다.
- 소년탐정 김전일 - 히다 꼭두각시 저택 살인사건(쿠치나시촌 살인사건)

### 게임
- 공허의 소녀 (虚ノ少女) - 시라카와촌
- 별하늘에 걸린 다리 - 다카야마시
- 쓰르라미 울 적에 - 시라카와촌

## 출신 인물
- 아야노 고